# Mustafa Cerić
Mustafa Cerić (ur. 5 lutego 1952 we wsi Veliko Čajno k. Visoka) – bośniacki duchowny i teolog muzułmański.

## Życiorys
Po ukończeniu nauki w sarajewskiej medresie, studiował teologię w uniwersytecie Al-Azhar w Kairze. Po studiach w 1978 powrócił do Jugosławii, gdzie otrzymał godność imama. W 1981 rozpoczął pracę w Islamic Cultural Center w Chicago (USA). W tym czasie obronił pracę doktorską pt. A study of the Theology of Abu Mansur al-Maturidi na University of Chicago. Po powrocie z USA pracował jako imam w Zagrzebiu. Od 1993 kierował wspólnotą muzułmańską w Bośni. Godność wielkiego muftiego Bośni objął w 1999. W 2006 dokonano jego reelekcji, na kolejną siedmioletnią kadencję. W 2013 jego miejsce zajął Husejn Kavazović.

## Poglądy
19 maja 2009, odwiedzając społeczność muzułmańską w Sandżaku Cerić oświadczył, że żadna siła nie może oddzielić muzułmanów z Serbii od tych z Bośni, którą opisał jako ojczyznę Muzułmanów. 15 sierpnia 2009 w Zenicy oświadczył, że islamskie prawo szariatu powinno być włączone do konstytucji Bośni i Hercegowiny. Kontrowersyjne wydają się także tendencje Cerića, by gloryfikować osmańską przeszłość Bałkanów i przyspieszyć integrację Turcji z Unią Europejską. W czasie spotkania z premierem Turcji wypowiedział podkreślił szczególny charakter związków bośniacko-tureckich, używając określenia: Turcja jest naszą matką, tak zawsze było i tak będzie.
Żonaty, ma troje dzieci.